# Pierre Samuel du Pont de Nemours

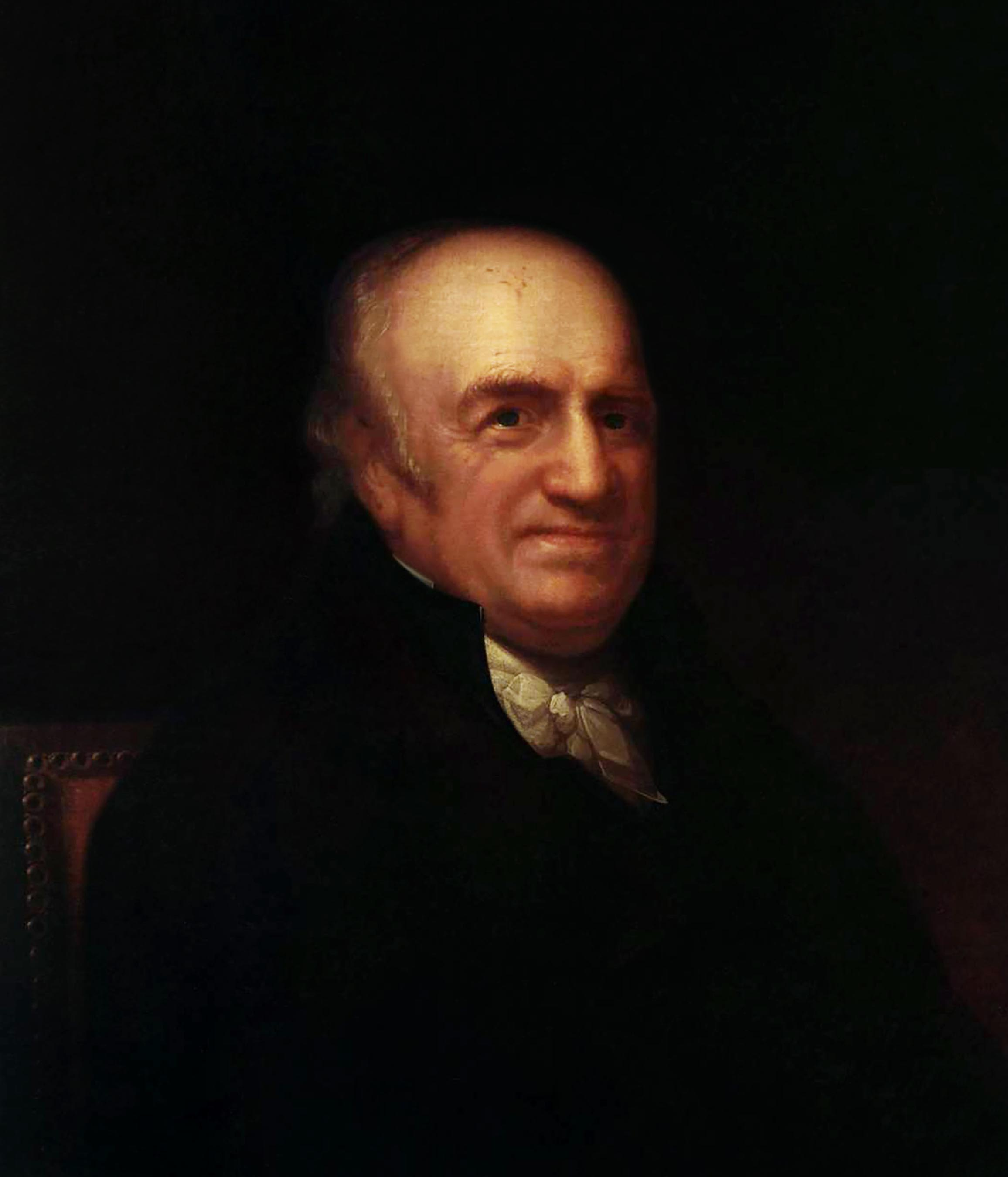
Pierre Samuel du Pont de Nemours

Pierre Samuel du Pont de Nemours [pjɛːʀ saˈmɥɛl dyˈpɔ̃ dənəˈmuːʀ] (* 14. Dezember 1739 in Paris; † 6. August 1817 in Eleutherian Mills, Delaware, USA) war ein französischer Nationalökonom.

## Leben

### Herkunft und frühe publizistische Erfolge
Pierre Samuel du Pont de Nemours war der Sohn des Pariser Uhrmachers Samuel du Pont de Nemours (1708–1776) und Anne Alexandrine de Montchanin (1718–1756), die aus einer verarmten kleinen Adelsfamilie aus Burgund stammte.
Pierre Samuel besuchte die Schule von M. Viard in Paris, wo er frühzeitig durch seine lebhafte Intelligenz auffiel und u. a. Gedichte verfasste. Sein Vater allerdings wollte, dass sein Sohn wie er selbst auch Uhrmacher werden sollte und verbot daher den weiteren Schulbesuch. So studierte Pierre Samuel du Pont ab da auch ohne formalen Schulbesuch alles, was ihn interessierte – von Landwirtschaft und Volkswirtschaft bis hin zu Medizin und Militärwissenschaften.
1766 heiratete er in erster Ehe Nicole Marie Le Dee de Rencourt (1743–1784). Das Paar hatte drei Kinder, Victor Marie du Pont de Nemours (1767–1827), Paul François du Pont de Nemours (1769–1770) und Eleuthère Irénée du Pont de Nemours (1771–1834). Seine erste Frau, Nicole-Charlotte, starb später, am 3. September 1784, an Typhus.
Nach der Verschriftlichung erster Abhandlungen ("Réflexions sur l’écrit intitulé: Richesse de l’Etat" sowie "De l’exportation et l’importation des Grains") erregte dies die Aufmerksamkeit von François Quesnay und Anne Robert Jacques Turgot, die ihn einluden, publizierend weiter zu arbeiten. So veröffentlichte Pierre Samuel du Pont zwischen 1763 und 1773 zahlreiche Schriften, u. a. Physiocratie, ou constitution naturelle du gouvernement le plus avantageux au genre humaine (Paris 1768, 2 Bände), ein Werk, in welchem er die Anschauungen der physiokratischen Schule darlegte und das dieser Schule den Namen gab. Ab ca. Mitte der 80er Jahre war er jedoch zunehmend unbefriedigt über den mangelnden Einfluss der Physiokraten in Paris und beschloss daher, in die Politik zu gehen.

### Wechsel in die Politik
Im Jahre 1774 erhielt er die Einladung des polnisch-litauischen Königs Stanislaus II. August Poniatowski, bei der Organisation des Bildungssystems des Landes mitzuwirken, die er annahm. Die Ernennung zum Kommissionsmitglied für Nationale Bildung führte ebenso zu seiner Ernennung in der französischen Regierung.
Ende der 1770er Jahre wurde er Wirtschaftsberater von Jacques Necker. Während der wirtschaftlichen Staatskrisen des vorrevolutionären Frankreichs übernahm am 3. November 1783 Charles Alexandre de Calonne sein Amt als Generalkontrolleur der Finanzen, Contrôleur général des finances unter der Regentschaft von Ludwig XVI. Du Pont de Nemours wurde Wirtschaftsexperte in der Regierung von Calonne, Commissaire général du Commerce.
Mit Antoine Laurent de Lavoisier zusammen arbeitete er ab 1785 im Ausschuss der Landwirtschaftsverwaltung, Comité d’Administration de l’Agriculture.
Zu Beginn der 1780er Jahre wurde er auch mit in die Verhandlungen um den britisch-französischen Handelsvertrag von 1786 einbezogen. Im Jahr 1786 wurde er zum Counseiller d’Etat von Ludwig XVI. ernannt. Im folgenden Jahr wurde er zum Sekretär der Assemblées des notables in Versailles einberufen.

### Zeit ab der Revolution
Er war für den Dritten Stand Abgeordneter in der Assemblée nationale constituante (1789–1791) und Mitglied in der Gesellschaft der Dreißig. Später schloss er sich den gemäßigten Girondisten an.
Als er 1791 ohne Einkünfte war, gewährte ihm Lavoisier einen Geldvorschuss, um die Druckerei im Hôtel de Bretonvilliers zu erwerben. Es war die ehemalige Druckerei der Ferme générale, die kürzlich abgeschafft worden war.
Nach der Übernahme der Macht durch Maximilien de Robespierre, wurde im Juli 1794 auch Pierre Samuel du Pont als „Reaktionär“ (réactionnaire) verhaftet. Er entkam der Guillotine durch den Sturz Robespierres. Im Jahre 1795 wurde er als Abgeordneter in den Rat der Fünfhundert gewählt. Nach dem Staatsstreich vom 4. September 1797 wurde er dann erneut für eine Nacht verhaftet.

Bei der Regierung wegen seiner Tätigkeit missliebig geworden, musste er auswandern und kehrte erst nach Turgots Berufung zum Finanzminister nach Frankreich zurück. In untergeordneter Stellung dessen treuer Gehilfe, wurde er beim Sturz Turgots von den Geschäften entfernt und erst unter Calonne als Staatsrat wieder angestellt. Als Mitglied der Nationalversammlung gab er besonders bei finanziellen Fragen seine Stimme ab.

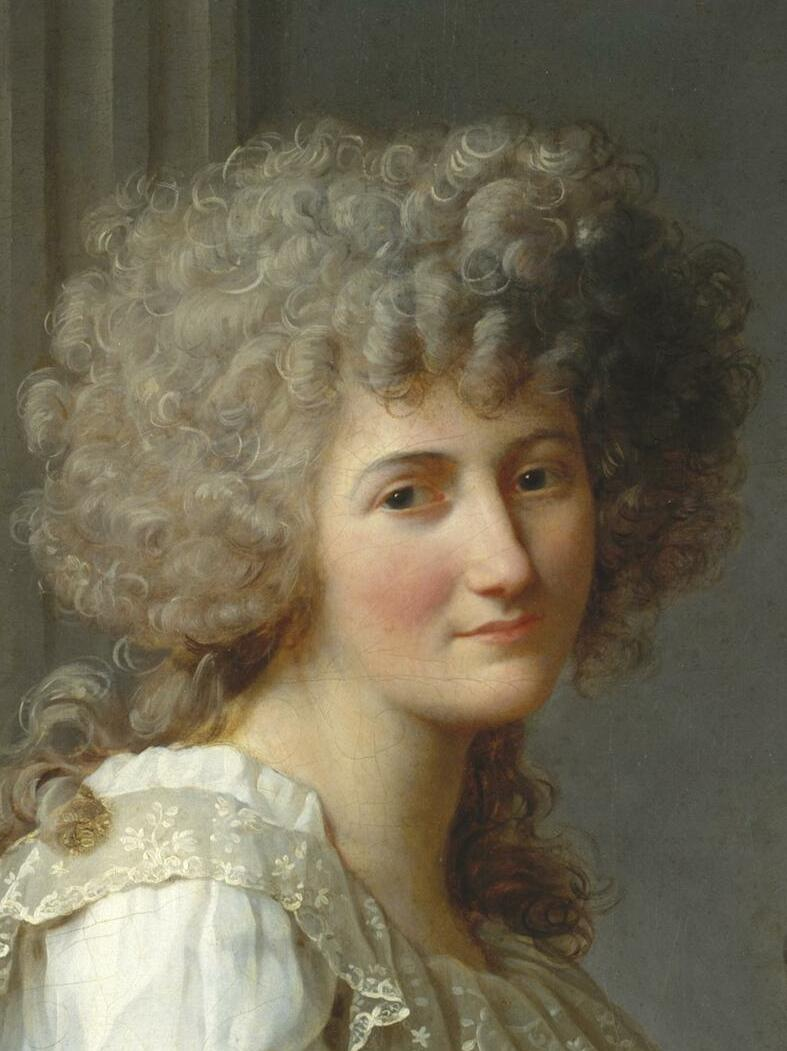
Marie Lavoisier – Pierre Samuel du Pont de Nemours, warb um die Hand der Witwe

Nach der Hinrichtung von Antoine Lavoisier im Jahre 1794 zeigte er Interesse an einer Beziehung zu dessen Witwe Marie Lavoisier, die aber sein Werben zugunsten von Benjamin Thompson zurückwies.

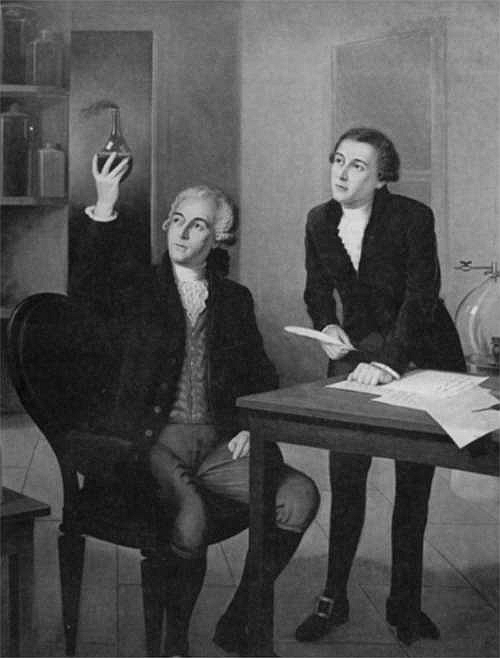
Eleuthère Irénée du Pont, der jüngste Sohn von Pierre Samuel du Pont, mit Antoine Laurent de Lavoisier bei der Laborarbeit

Seine zweite Ehefrau wurde die seit 1786 verwitwete Marie Francoise Robin Poivre, geborene Marie Françoise Robin de Livet (1748–1841). Pierre Samuel du Pont de Nemours heiratet die literarisch gebildete Frau am 27. September 1795. Aus ihrer ersten Ehe mit Pierre Poivre hatte sie drei Kinder: Marie Poivre (1768–1787), François Julienne Ile-de-France Poivre (1770–1845) und Sarah Poivre (1773–1814).
Später Mitglied des Rats der Alten (Conseil des Anciens, siehe auch Direktionalverfassung), musste er als heftiger Gegner der Fraktion der Jakobiner in den Vereinigten Staaten um Asyl suchen und kehrte erst nach dem Staatsstreich des 18. Brumaire VIII, also nach dem 9. November 1799, nach Frankreich zurück.

### Zeit ab 1799
Nach seiner Rückkehr nach Paris 1799 übernahm er das Direktorium mehrerer gemeinnütziger Anstalten, namentlich das der Bank der Handelskammer.
1802 wurde Pierre Samuel du Pont für die Verhandlungen zum Louisiana Purchase (vente de la Louisiane) gewonnen, einem Vorgang, der es den USA im Jahre 1803 ermöglichte, die Kolonie Louisiana von Frankreich zu erwerben. Präsident Thomas Jefferson hatte zunächst verfassungsrechtliche und auch politische Bedenken. Auch der französische Außenminister Charles-Maurice de Talleyrand-Périgord war strikt gegen den Verkauf, weil er darin ein Ende der französischen Geheimpläne zur Übernahme Nordamerikas sah. Du Pont lebte zu jener Zeit wieder in den USA und hatte enge Verbindungen sowohl zu Jefferson als auch zu einflussreichen politischen Kreisen in Frankreich. Während eines Privataufenthalts in Frankreich nahm er Verbindung zu Napoléon Bonaparte auf.
Nach dessen Sturz wurde er im Jahr 1814 zum Sekretär der provisorischen Regierung und dann von Ludwig XVIII. zum Staatsrat ernannt, begab sich aber bei Napoleons Rückkehr wieder nach Amerika, wo er sich mit seinen Söhnen am Delaware niederließ. Allgemein geachtet starb Pierre Samuel du Pont im Jahre 1817.
Sein zweiter Sohn, Victor Marie du Pont de Nemours (1767–1827), absolvierte eine diplomatische Laufbahn und war unter anderem als Konsul von Frankreich in den Vereinigten Staaten tätig. Sein dritter Sohn, Eleuthère Irénée du Pont, gründete die E. I. du Pont de Nemours and Company.

## Werk
- Philosophie de l’univers (3. Aufl., Paris 1799).
- Die meisten in periodischen Schriften etc. zerstreuten Abhandlungen erschienen gesammelt als Opuscules morales et philosophiques (Paris 1805; einige davon im 2. Bd. der Collection des principaux économistes, ebd. 1846).
- Er gab die Œuvres de Turgut (Paris 1809, 9 Bde.) heraus.